# Uwulopalatofaryngoplastyka

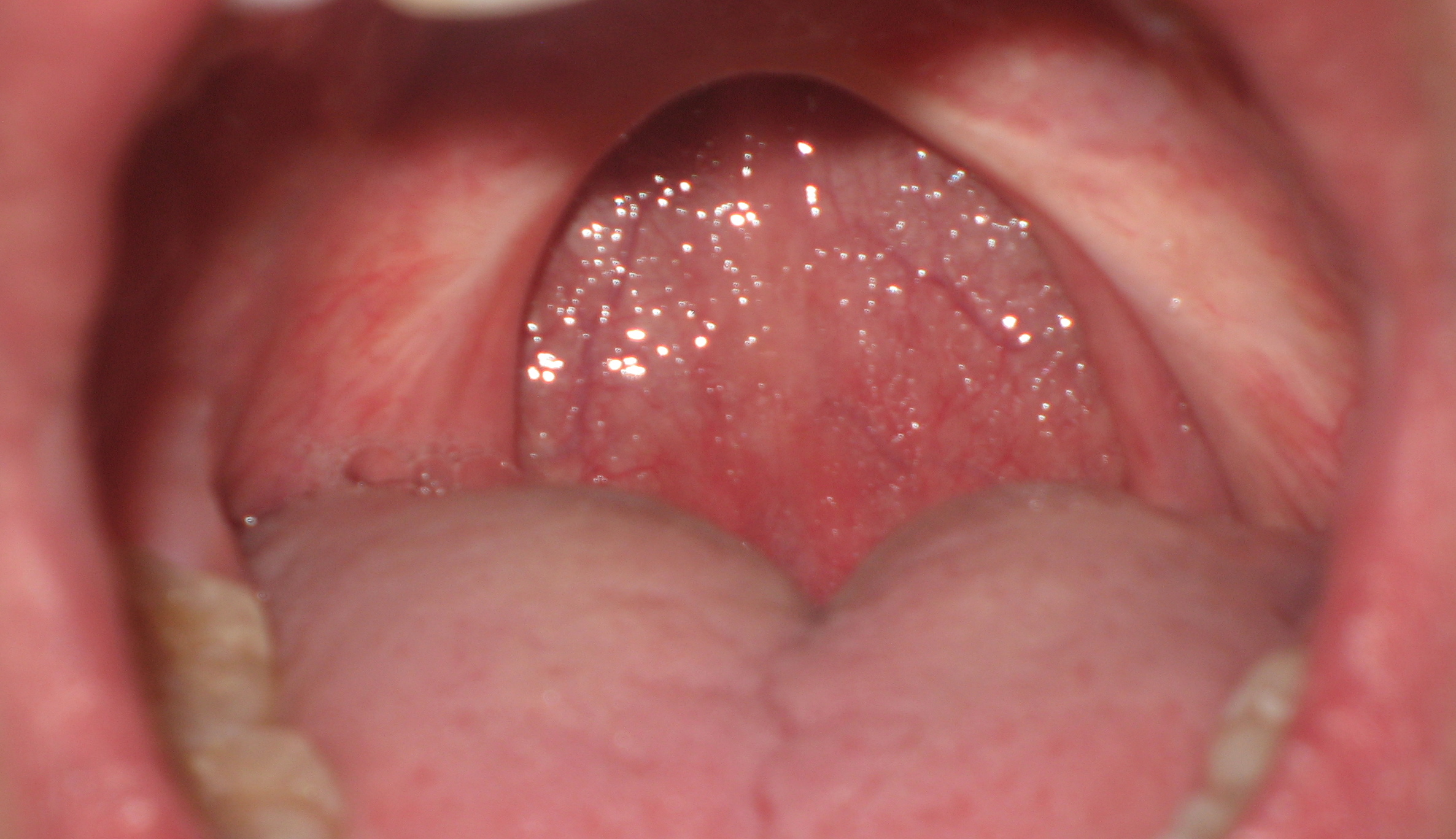
Widok gardła osiem lat po zabiegu

Uwulopalatofaryngoplastyka (UPPP) – najczęstszy chirurgiczny sposób leczenia obturacyjnej postaci zespołu bezdechów sennych. Jest on wykonywany przez otolaryngologów.
Pierwszy raz został opisany w 1964 roku jako metoda likwidująca chrapanie. Celem zabiegu jest poszerzenie cieśni gardzieli i likwidacja oporów, jakie pojawiają się w górnych drogach oddechowych podczas chrapania. Usunięty zostaje nadmiar tkanek miękkich gardła, które podczas oddychania w czasie snu nadmiernie wibrują powodując powstawanie chrapania. Pierwszy raz metoda ta została użyta do leczenia zespołu bezdechów sennych w 1981 roku. Od tego czasu uległa pewnym modyfikacjom.
Podczas zabiegu następuje usunięcie części podniebienia miękkiego, redukcja języczka i modyfikacja położenia łuków podniebienno-językowych (przednich) i podniebienno-gardłowych (tylnych). Podczas zabiegu wykonywana jest także obustronna tonsilektomia a łuki podniebienne przednie i tylne zszywa się ze sobą.
UPPP daje poprawę w OSAS u 50% chorych, a u pacjentów z chrapaniem pierwotnym w 70% przypadków. Często stosowana jest także laserowa odmiana tego zabiegu uwulopalatoplastyka laserowa – laser assisted uvulopalatoplasty (LAUP).